# Leonard Trelawny Hobhouse
Leonard Trelawny Hobhouse (St Ive, 8 de setembro de 1864 — Alençon, 21 de junho de 1929) foi um académico e um político liberal britânico. Foi um dos teóricos do novo liberalismo (liberalismo social) juntamente com Thomas Hill Green. Foi o primeiro professor de sociologia de uma universidade britânica em Oxford (1887-1897) e mais tarde na University of London (1907-1929). Foi também um jornalista. Secretário da Free Trade Union (1903-05), escreve no Manchester Guardian e em Tribune (1905-07), aqui como editor político. Rejeita o laissez-faire, mas também se distancia dos fabianos, acusando-se de cederem ao burocratismo.
Ernest Gellner apreciava a sua inteligência e racionalidade e terá dito sobre Hobhouse: "O racionalismo parece ter-lhe saído fumegando pelas orelhas" [carece de fontes?]

## Obra
- Labour Movement (1893)
- Theory of Knowledge (1896)
- Democracy and Reaction (1904)
- Morals in Evolution (1906)
- Liberalism (1911)
- Development and Purpose (1913)
- The Rational Good (1921)
- The Elements of Social Justice (1922)
- Social Development (1924)